# Княжество Грубенхаген
Княжество Грубенхаген, также известное как Брауншвейг-Грубенхаген — немецкое княжество в составе Священной Римской империи, существовавшее с 1291 по 1596 год и управлявшееся грубенхагенской линией дома Вельфов. В 1617 году вошло в состав княжества Люнебург, с 1665 года — в составе княжества Каленберг, с 1692 года — в составе Курфюршества Брауншвейг-Люнебург.

## История
Возникло в 1291 году в ходе раздела княжества Брауншвейг-Вольфенбюттель после смерти герцога Альбрехта I. Первым правителем маленького княжества Брауншвейг-Грубенхаген стал Генрих I, чьи три сына в 1322 году начали совместное правление. Начавшаяся фрагментация ослабила позиции грубенхагенской ветви, к чьим владениям начали проявлять интерес их кузены по дому Вельфов из Вольфенбюттеля, Люнебурга и Каленберга.
Потомки Генриха, у него было восемь сыновей и восемь дочерей, обо всех нужно было заботиться в соответствии с их статусом. Старший сын Генрих II больше не обладал безраздельной властью, что вызвало у нег и его одиннадцати потомков проблемы с обеспечением своего статуса. Его сын Оттон был кондотьером в Италии и в конечном итоге стал князем Тарента.
Между 1291 и 1596 гг. линия Грубенхагенов насчитывала 68 представителей в более чем восьми поколениях Шестеро из 40 потомков мужского пола Генриха Чудесного умерли рано, двенадцать стали священнослужителями, а шестеро уехали за границу или работали на иностранных правителей. Остальные 16 делили власть в княжествн Грубенхаген — некоторые впоследствии, некоторые одновременно. Они разветвлялись на несколько линий, и и без того небольшая территория Грубенхагена постоянно делилась на все более мелкие княжества (Остероде, Герцберг, Зальцдерхельден, Эйнбек). В результате князья Грубенхагена все больше теряли свое значение и отставали от своих кузенов-гвельфов в Вольфенбюттеле и Люнебурге.
В 1526 году княжество было объединено под властью Филиппа I, но в 1596 году со смертью Филиппа II грубенхагенская ветвь дома Вельфов пресеклась. Территория княжества начал переходить в руки других представителей Вельфского дома: герцог Брауншвейг-Вольфенбюттеля Генрих Юлий присоединил его к своим владениям, а его сын Фридрих Ульрих продал владение герцогу Брауншвейг-Люнебурга Кристиану. После смерти в 1665 году герцога Кристиана Людвига, княжество окончательно перестало считаться независимым государством.

## География

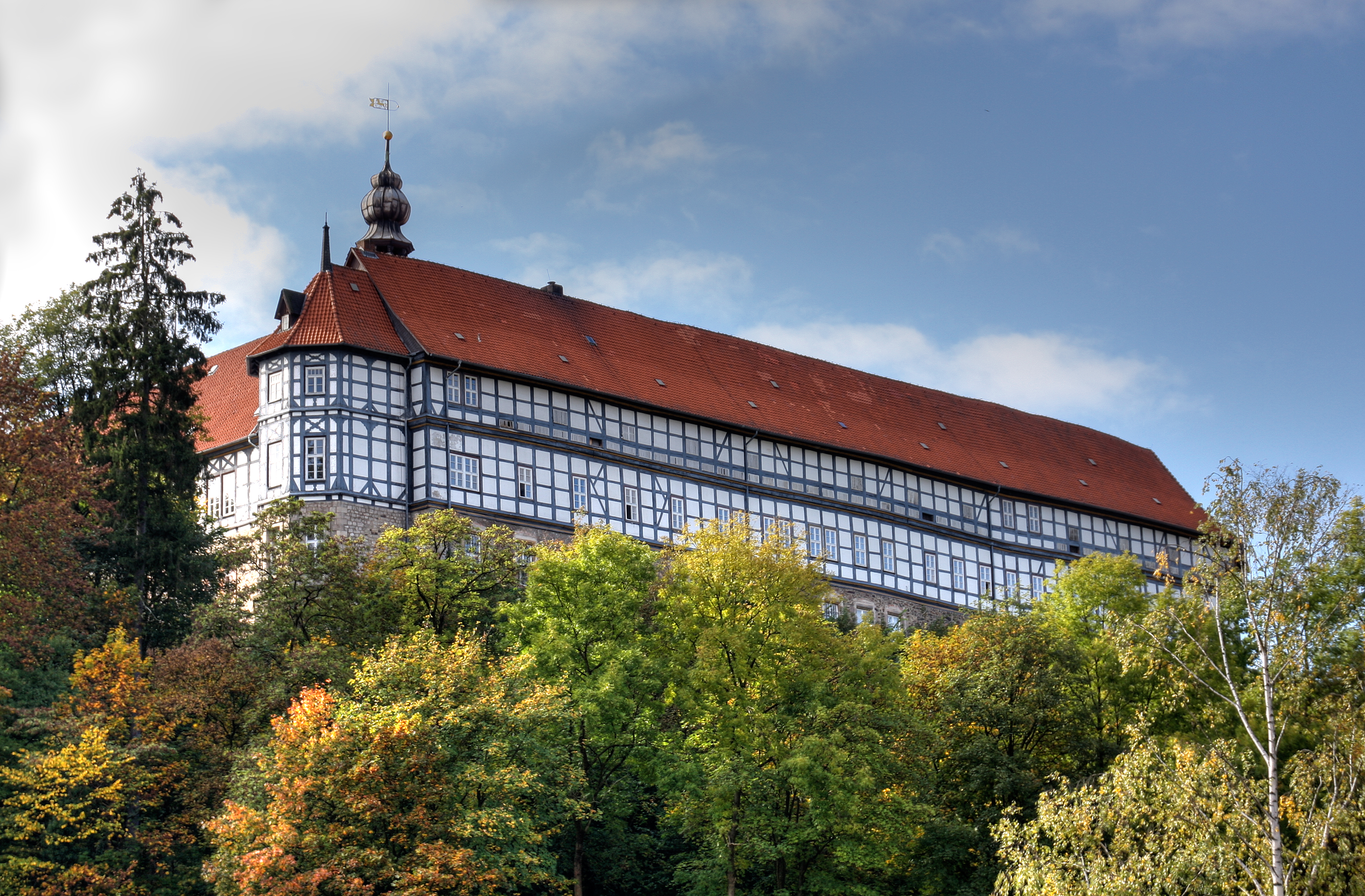
Замок Херцберг

Княжество располагалось на западном краю горного хребта Гарц, в настоящее время местность находится Южной Нижней Саксонии.
Состояло из следующих территорий:
- земли вокруг города Айнбекк с замком Грубенхаген,
- земли около городов Остероде-ам-Харц и Дудерштадт (в 1366 году перешло к курфюшеству Майнц) с городами Клаусталь-Целлерфельд и Херцберг-ам-Харц, а также замком Херцберг
- восточный эксклав в виде города Эльбингероде (в настоящее время входит в состав земли Саксония-Ангальт).

## Правители
- Генрих I (1291—1322)
- Генрих II (1322—1351), правил совместно с братьями
  - Эрнст I (1322—1361)
  - Вильгельм (1322—1360)
  - Иоганн I (1322—1325)
- Альбрехт I (1361—1383), правил совместно с братом
  - Иоганн II (1361—1364)
- Эрих I (1383—1427)
- Генрих III (1427—1464), правил совместно с братьями
  - Альбрехт II (1427—1485)
  - Эрнст II (1440—1464)

В 1479 году княжество было поделено:
- Генрих IV (1479—1526), правил совместно с племянником
  - Филипп I (1486—1551)

В 1526 году княжество воссоединилось:
- Эрнст III (1551—1567)
- Вольфганг (1567—1595)
- Филипп II (1595—1596)